# Arara
Arara város Brazíliában, Paraíba államban. Lakosainak száma 12 212 fő (2022). Arara Areia, Serraria, Algodão de Jandaíra, Casserengue, Pilões és Solânea községekkel határos.

## Népesség
A település népességének változása:
| Lakosok száma | 11 530 | 12 653 | 13 355 | 13 542 | 13 613 | 12 212 |
|               | 2000   | 2010   | 2015   | 2020   | 2021   | 2022   |